# Dunshaughlin
Dunshaughlin (forma anglicizzata) o Dún Seachlainn (in irlandese) è una cittadina nella contea di Meath, in Irlanda.